# Edward Lowassa
Edward Ngoyayi Lowassa (1953 – Dar es Salaam, 10 de fevereiro de 2024) foi o Primeiro-ministro da Tanzânia entre 30 de dezembro de 2005 e 9 de fevereiro de 2008. Lowassa teve antecedentes parlamentares e experiência de governo. 

## Formação
Lowassa teve um bacharelato em Artes Teatrais pela Universidade de Dar es Salaam, na Tanzânia, e um Mestrado em Desenvolvimento de Estudos pela Universidade de Bath, no Reino Unido.

## Cargos ocupados
Lowassa desempenhou vários cargos no governo desde a década de 1980:
- Ministro de Estado, Vice-presidente do Gabinete do Meio Ambiente e Pobreza 1988-2000
- Director-Geral - Conferência Central General Arusha 1989-1990
- Ministro de Estado, Primeiro-ministro e Primeiro Vice-presidente (Justiça e Relações Parlamentares) 1990-1993
- Ministro de Terras e Desenvolvimento de Assentamentos Humanos 1993-1995
- Ministro da Água e Desenvolvimento da Pecuária 2000-2005
- Membro do Parlamento - Monduli Constituency 1990-Presente
- Primeiro-ministro 2005-2008

Em 30 de dezembro de 2005, Lowassa foi nomeado Primeiro-ministro. Demitiu-se em fevereiro de 2008, sendo sucedido por Mizengo Pinda.

## Morte
Lowassa morreu em 10 de fevereiro de 2024, aos setenta anos, em Dar es Salaam. Em um anúncio, foi dito que o ex-primeiro ministro faleceu após uma longa doença caracterizada por problemas pulmonares, úlceras estomacais e hipertensão.